# Ringvaart
Pour le Ringvaart de Gand, voir Canal Périphérique de Gand.
Le Ringvaart ou, de son nom complet, Ringvaart van de Haarlemmermeerpolder (canal circulaire du polder du lac de Haarlem), est un canal néerlandais de la Hollande-Septentrionale, au sud-ouest d'Amsterdam. Le canal contourne le polder du Haarlemmermeer.

## Histoire
Les travaux ont commencé en 1839 ; des milliers d'ouvriers furent engagés pour creuser ce canal. Il a été construit dans les terres anciennes, autour du lac qui existait encore. Dans la mesure du possible, on a suivi les dessins des rivages, sauf à la hauteur de trois isthmes près de Vijfhuizen, de Lisserbroek et de Huigsloot. Ces isthmes furent coupés ; aujourd'hui ils appartiennent au territoire du Haarlemmermeer.
En 1845, le canal fut achevé. À partir de cette date, l'assèchement du Haarlemmermeer pouvait commencer.

## Aujourd'hui
Aujourd'hui, le Ringvaart sert à :
- l'évacuation des eaux des polders environnants,
- la navigation fluviale sur l'itinéraire entre Nieuwe Meer et Leimuiden, pour assurer la liaison Amsterdam - Gouda - Rotterdam.

À l'est des lacs de Kagerplassen, l'A4 passe en dessous du Ringvaart grâce au pont-canal du Ringvaart. Un deuxième pont-canal a été construit pour permettre le passage de la ligne à grande vitesse HSL-Zuid.

## Source
- (nl) Cet article est partiellement ou en totalité issu de l’article de Wikipédia en néerlandais intitulé « Ringvaart van de Haarlemmermeerpolder » (voir la liste des auteurs).